# Феодосій (Шаповаленко)
Феодосій (в миру Михайло Шаповаленко; 1811, Новгородка — 3 вересня 1883, Тотьма) — український церковний діяч, педагог, поборник освіти для жінок. Випускник Київської духовної академії. Ректор Волинської семінарії та Полтавської духовної семінарії — в Україні; ректор Воронезької духовної семінарії — в Московії.
Єпископ Російської православної церкви (безпатріаршої); архієпископ Вологодський і Велико-Устюжський, єпископ Тамбовський і Шацький (1863–1873) РПЦ (б).

## Біографія
Народився 1811 в Катеринославській губернії в сім'ї священика. Закінчив Катеринославську семінарію і в 1835 році вступив до Київської духовної академії. 3 травня 1839 (на IV курсі академії) прийняв чернецтво.
27 вересня 1839 після закінчення академії призначений викладачем в Полтавську семінарію; 22 жовтня висвячений у сан ієродиякона; 29 жовтня — у сан ієромонаха; 3 грудня отримав ступінь магістра.
22 травня 1843 (за іншими джерелами — в 1839 році) призначений інспектором Полтавській семінарії.
30 червня 1845 переміщений інспектором в Київську духовну семінарію.
21 жовтня 1848 призначений ректором Волинської семінарії. У тому ж році 12 листопада возведений у сан архімандрита та призначено настоятелем Загаєцького монастиря і членом Волинської духовної консисторії.
3 грудня 1852 переведений ректором Полтавській семінарії.
1859 переведений до Петербурга, в Росію. Священнослужитель. Тимчасово призначений членом Санкт-Петербурзької духовної консисторії та членом комітету для розгляду проектів про модернізацію духовних навчальних закладів.
З 17 січня 1861 року — ректор Воронезької семінарії та настоятель Олексіївського Акатового монастиря.
1 вересня 1863 хіротонізований на єпископа Тамбовського і Шацького.
При ньому в 1863 році було відкрито Тамбовське єпархіальне жіноче училище, а також в 1868 році заснована посада тамбовського вікарного єпископа. Також почали регулярно проводиться з'їзди духовенства єпархії.
13 червня 1873 призначений єпископом Вологодським і Велико-Устюжським.
1883 зведений у сан архієпископа.
Архієпископ Феодосій під час служіння у Вологді дбав про виховання і освіту дітей духовенства своєї єпархії. Завдяки його турботам були відкриті паралельні класи при Вологодської семінарії, а також піклувалися про бідних вихованців. При Вологодському гірському жіночому монастирі відкрито притулок для виховання і початкового освіти сиріт — дочок духовенства. На облаштування притулку преосвященний пожертвував близько 20 000 рублів і побудував 3-поверховий кам'яний корпус, де і містилося училище. Крім того, він вніс 10000 рублів з тією метою, щоб відсотки з цієї суми йшли на утримання притулку.
Помер 22 серпня 1883 в Тотьмі під час поїздки по єпархії для ревізії. Похований в Тотемському Спасо-Суморинському монастирі.